# 미쉘 울프
미쉘 울프(Michelle Wolff, 1953년 1월 1일 ~ )는 미국의 배우, 텔레비전 배우, 영화배우이다.
캘리포니아주에서 태어났다.

## 영화
- 머더.컴 (2008년) - 다나 역
- 트랩트! (2006년)
- 베로니카 마스 (2004년)
- 열가지 규칙 (2002년)
- 언스피커블 (2002년)
- 에볼루션 (2001년)
- 시카고 메디컬 (1994년)